# Bacanora (település)
Bacanora egy település Mexikó Sonora államának keleti részén. A kis falu (2010-ben lakossága a 600 főt sem érte el) azért híres, mert róla kapta nevét a bacanora nevű alkoholos ital, amelyet már több száz éve itt és a környező vidékeken készítenek.

## Földrajz

### Fekvése
Bacanora Mexikó északnyugati, Sonora állam keleti részén fekszik a Nyugati-Sierra Madre hegyei között, a Bacanora időszakos folyó völgyében, körülbelül 460 méteres tengerszint feletti magasságban. Közvetlen környezetében, a völgyben mezőgazdasági területek találhatók, de akörül, a magasabb hegyeket vadon borítja.

### Éghajlat
A település éghajlata forró a legtöbb hónapban száraz. Minden hónapban mértek már legalább 34 °C-os hőséget, a rekord pedig elérte a 47 °C-ot is. Az átlagos hőmérsékletek a januári 12,6 és a júniusi 30,5 fok között váltakoznak, de nagy a hőingás: télen a fagy is gyakori. Az évi átlagosan 543 mm csapadék időbeli eloszlása nagyon egyenetlen: júliusban és augusztusban hull az éves mennyiség közel fele.
| Hónap                                   | Jan. | Feb. | Már. | Ápr. | Máj. | Jún. | Júl. | Aug. | Szep. | Okt. | Nov. | Dec. | Év   |
| --------------------------------------- | ---- | ---- | ---- | ---- | ---- | ---- | ---- | ---- | ----- | ---- | ---- | ---- | ---- |
| Rekord max. hőmérséklet (°C)            | 34,0 | 35,0 | 38,0 | 39,0 | 46,5 | 47,0 | 45,5 | 42,0 | 42,0  | 40,0 | 38,0 | 39,0 | 47,0 |
| Átlagos max. hőmérséklet (°C)           | 22,4 | 24,8 | 27,7 | 32,9 | 35,7 | 40,3 | 37,0 | 35,8 | 35,3  | 32,8 | 27,4 | 22,9 | 31,3 |
| Átlaghőmérséklet (°C)                   | 12,6 | 14,7 | 16,9 | 21,4 | 24,7 | 30,5 | 29,7 | 28,7 | 27,1  | 22,6 | 16,5 | 12,7 | 21,5 |
| Átlagos min. hőmérséklet (°C)           | 2,9  | 4,6  | 6,0  | 9,8  | 13,8 | 20,6 | 22,3 | 21,6 | 18,9  | 12,4 | 5,6  | 2,6  | 11,8 |
| Rekord min. hőmérséklet (°C)            | −7,0 | −3,0 | −2,0 | 0,0  | 4,0  | 10,0 | 13,0 | 14,0 | 10,0  | 0,0  | −4,0 | −7,0 | −7,0 |
| Átl. csapadékmennyiség (mm)             | 37   | 24   | 15   | 13   | 9    | 42   | 141  | 126  | 59    | 21   | 17   | 39   | 543  |
| Forrás: Servicio Meteorológico Nacional |      |      |      |      |      |      |      |      |       |      |      |      |      |

## Népesség
A település népessége a közelmúltban sokáig csökkent, majd kicsit emelkedett:
| Év   | Lakosság |
| ---- | -------- |
| 1990 | 754      |
| 1995 | 705      |
| 2000 | 568      |
| 2005 | 537      |
| 2010 | 547      |

## Története
A területet eredetileg opata indiánok lakták, a település neve is az ő nyelvükből származik: a baca jelentése „nád”, a nora pedig a noraco („hegyoldal”) szó rövidülése. A spanyolok megérkezése után jezsuita misszionáriusok érkeztek ide, magát Bacanora települést is egyikük, Pedro Méndez alapította 1627-ben. 1930-ban Sahuaripa községhez csatolták, majd 1932-ben létrejött az önálló Bacanora község is.

## Turizmus, látnivalók
A település és a környék legnagyobb nevezetessége a mára jogi eredetvédelemmel is felruházott bacanora nevű alkoholos ital. Múzeumok nincsenek itt, legjelentősebb építészeti értéke a 17. században épült Loyolai Szent Ignác-templom.